# 韩国茶文化

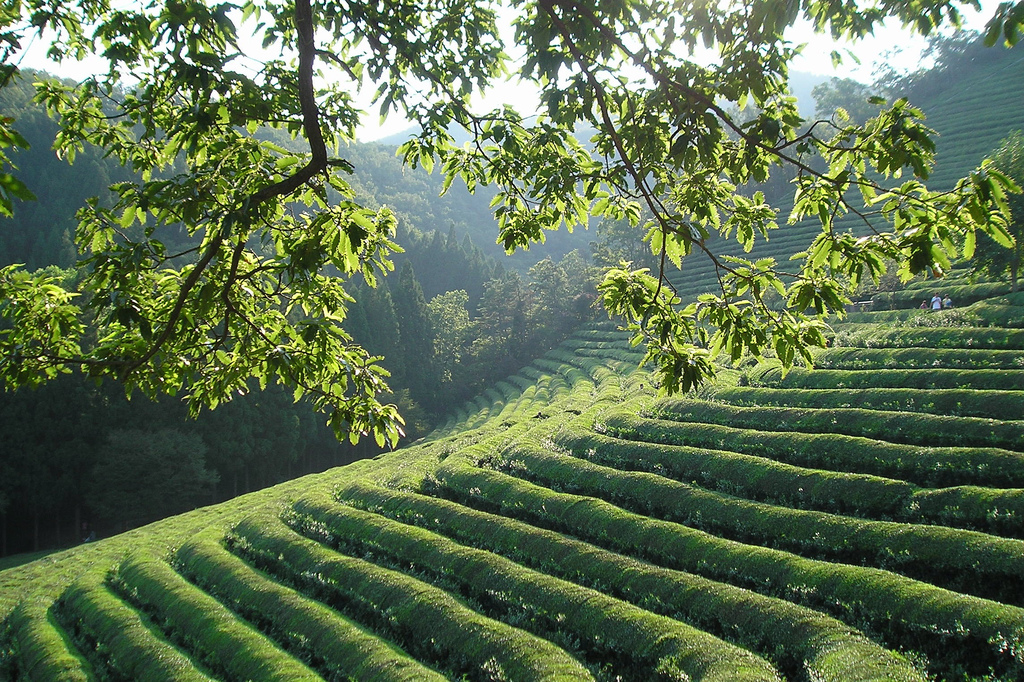
韩国寶城郡的茶园

韩国茶文化泛指韩国製茶、饮茶的文化。韩国的茶叶最初是三国时期从中国引入，历史上曾盛行。朝鲜王朝中后期茶叶茶开始在朝鲜半岛衰退。目前在韩国喝茶叶茶的人很少，不过1980年代以来，茶叶茶开始在韓國复兴。韓國最著名的茶葉產地是全罗南道寶城郡。
与茶叶茶不同，韩国传统茶在韩国非常流行。“传统茶”不使用茶叶，可以放几百种材料，大多数会加入蜂蜜。“传统茶”是将原料长时间浸泡、发酵或熬制而成，无需开水冲泡。

## 历史

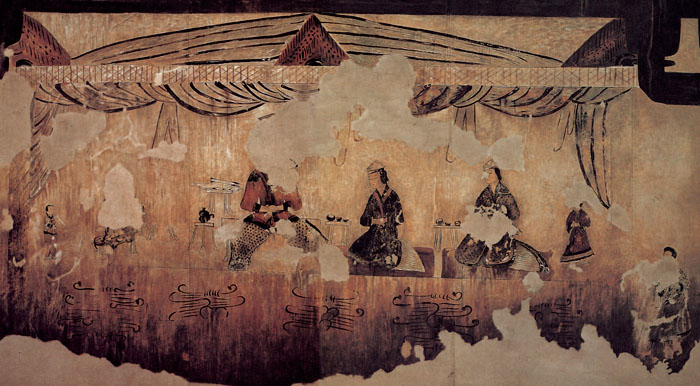
高句丽壁画上描绘的5-6世纪喝茶情景

茶叶早在三国时期就从中国引入朝鲜半岛，据《三国史记》记载，善德女王时期新罗就已经有茶叶了。 新罗著名学者崔致远在唐朝时作《谢新茶状》描写唐的煎茶方法，回国将唐的煎茶方法带回新罗，因此茶文化在高丽时期得到了进一步的发展。这一时期发展的「高丽五行茶礼」突破传统模式，成为朝鲜半岛最高层次的茶礼。在朝鲜王朝早期，中国传统茶文化依然维持着兴盛，中、晚期中国传统茶文化在朝鲜半岛开始衰退并在民间逐步消失。不过在朝鲜学者丁若镛、金正喜、草衣意恂（草衣禪師）等的努力下，茶文化渐见恢复。丁若镛著有朝鲜第一部茶书《东茶记》，草衣禪師曾在丁若镛门下学习，著有《东茶颂》和《茶神传》，被尊为茶圣。 

## 茶礼

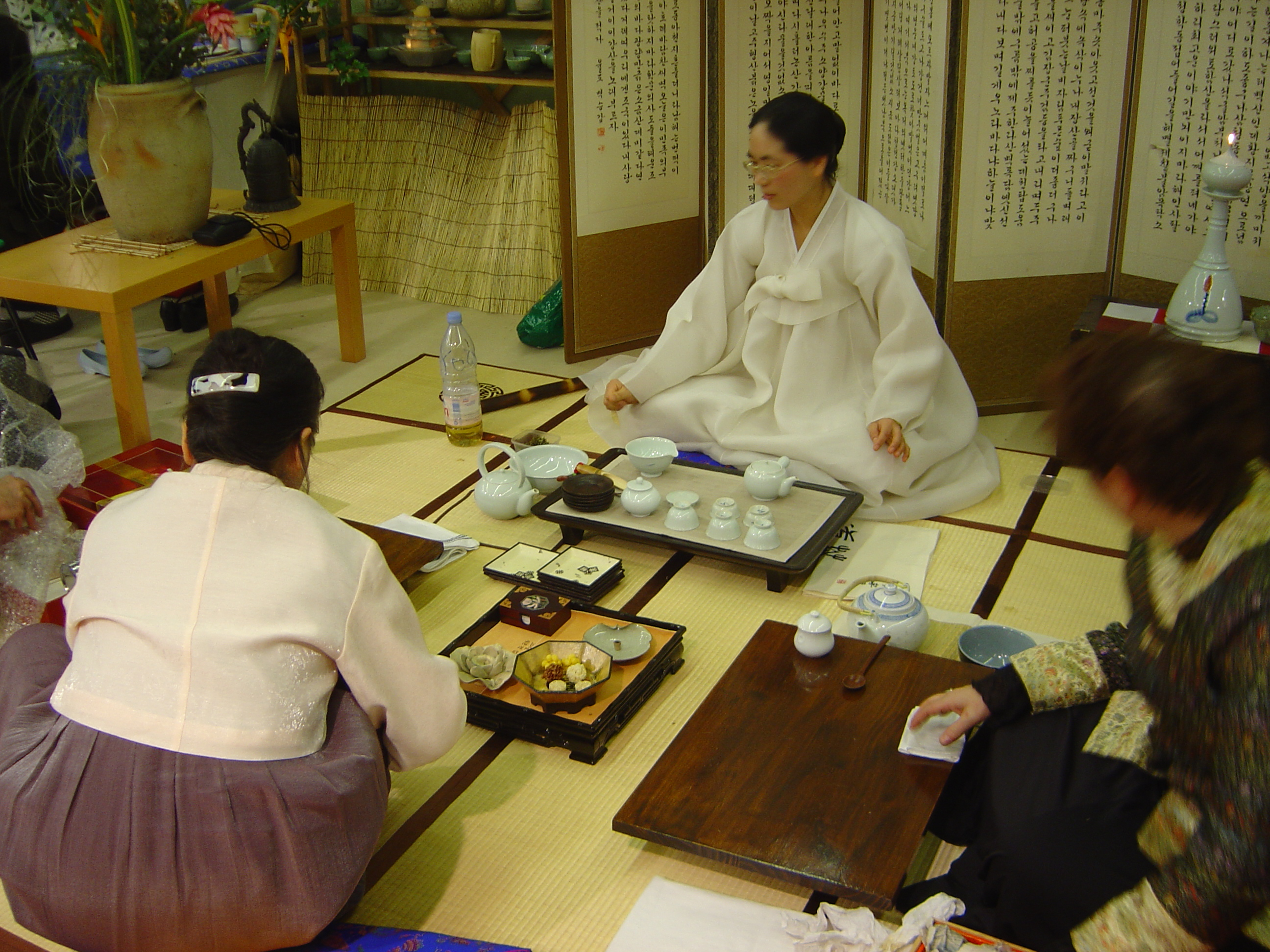
韩国茶礼

朝鲜茶禮（：／）是朝鲜半岛所盛行的茶儀式，作为朝鲜茶仪式有千年的历史，深受中國茶藝及儒家思想影響、啟發，其基本精神是在簡易正式的規範中享用茶，以“和、敬、俭、真”为宗旨。“和”，即善良之心地；“敬”，即敬重、礼遇；“俭”，即俭朴、清廉；“真”，即以诚相待。朝鲜半岛的茶礼，对于出茶的方式种类大体相同；按茶产种类来区分，可分为“末茶法”、“饼茶法”、“煎茶法”、“叶茶法”四种。

## 傳統茶

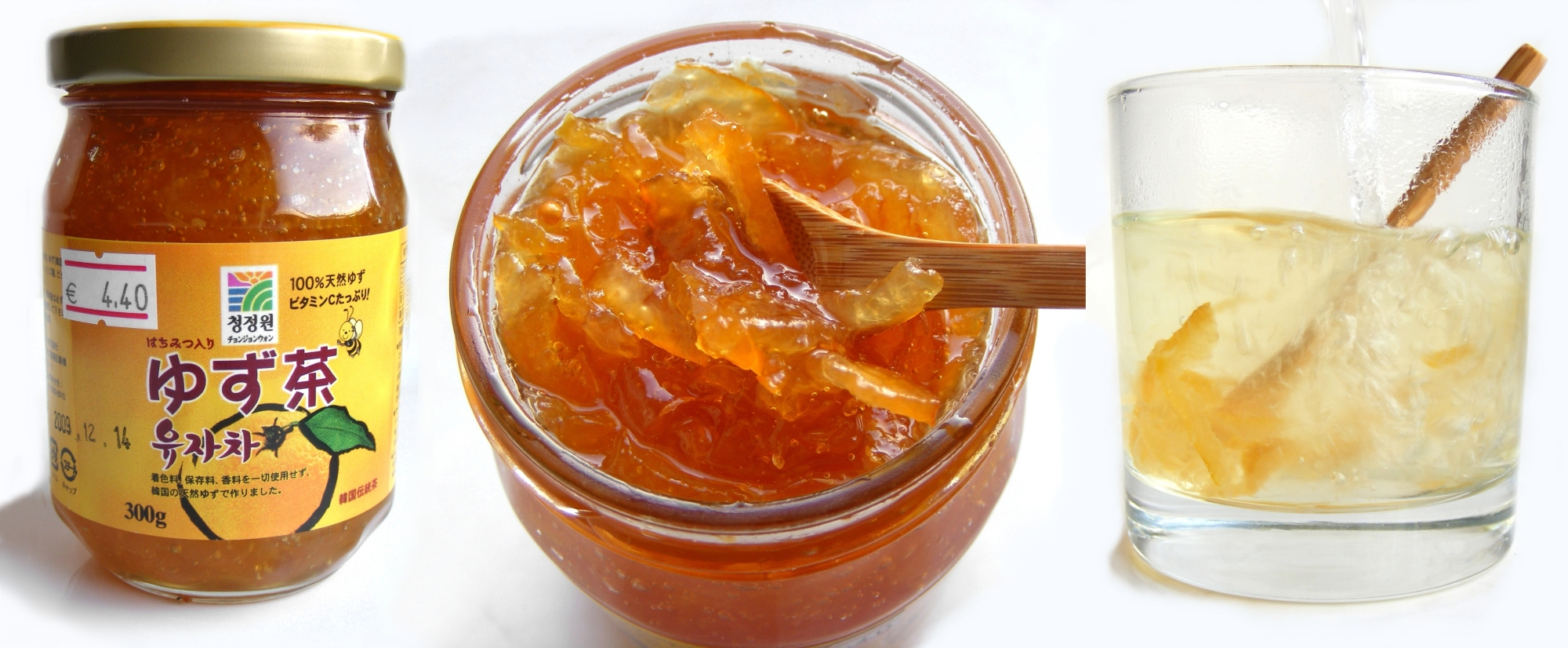
柚子茶

韓國傳統茶是以植物為原料，原料包括植物根莖、水果、穀物、種子、花葉等。常見的有人蔘茶、当归茶、薑茶、 水正果 、柚子茶、大枣茶、五味子茶、玄米茶、決明子茶、菊花茶等。另外也有海帶茶和蘑菇茶，包括靈芝茶等。